# Afanasjewka (rejon kurczatowski)
Afanasjewka (ros. Афанасьевка) – wieś (ros. село, trb. sieło) w zachodniej Rosji, w sielsowiecie kostielcewskim rejonu kurczatowskiego w obwodzie kurskim.

## Geografia
Miejscowość położona jest nad rzeką Diemina, 8 km od centrum administracyjnego sielsowietu kostielcewskiego (Kostielcewo), 12 km od centrum administracyjnego rejonu (Kurczatow), 40 km od Kurska.

## Demografia
W 2010 r. miejscowość zamieszkiwały 22 osoby.